# Gary Baseman
Gary Baseman est un artiste américain né en 1960. Il a participé à plusieurs expositions à Rome, Los Angeles (où il vit et travaille), Berlin, New York, Taipei et Barcelone.

## Biographie
Il a beaucoup contribué au développement des Art toys[réf. nécessaire], et est lui-même le designer de plusieurs séries éditées par Critterbox.
Il est également le créateur et le producteur exécutif de la série de Disney Scott, premier de la classe (en) (Teacher's Pet) qui a remporté trois fois un Emmy Award en tant que meilleure série animée ainsi qu'un BAFTA comme meilleur programme international pour enfant[réf. souhaitée].
Gary Baseman a aussi réalisé plusieurs dessins de presse publiés dans le Rolling Stone, The New York Times, The New Yorker,...